# BURN -Fumetsu no Face-
BURN -Fumetsu no Face- (jap. BURN -フメツノフェイス- BURN -Fumetsu no Feisu-) – czterdziesty piąty singel japońskiego zespołu B’z, wydany 16 kwietnia 2008 roku. Osiągnął 1 pozycję w rankingu Oricon i pozostał na liście przez 14 tygodni, sprzedał się w nakładzie 194 970 egzemplarzy. Singel zdobył status złotej płyty.
Utwór tytułowy został wykorzystany w reklamie Esprique Precious firmy Kose.

## Lista utworów
| Nr | Tytuł                                                   | Czas |
| -- | ------------------------------------------------------- | ---- |
| 1. | „BURN -Fumetsu no Face-” (jap. BURN -フメツノフェイス-) | 3:52 |
| 2. | „yokohama”                                              | 4:02 |
| 3. | „Kibō no uta” (jap. 希望の歌)                           | 2:50 |

## Muzycy
- Tak Matsumoto: gitara, kompozycja i aranżacja utworów
- Kōshi Inaba: wokal, teksty utworów, aranżacja
- Shane Gaalaas: perkusja
- Barry Sparks: gitara basowa (#1)
- Akihito Tokunaga: gitara basowa (#2-3), aranżacja (#2-3)
- Terachi Hideyuki: aranżacja (#1)

## Notowania
| Lista                        | Pozycja |
| ---------------------------- | ------- |
| Oricon Weekly Singles Chart  | 1       |
| Oricon Monthly Singles Chart | 1       |
| Oricon Yearly Singles Chart  | 32      |
| Billboard Japan Hot 100      | 1       |